# قرة خان بيغلو
قرة خان بيغلو (بالإنجليزية: Qarah Khan Beyglu)‏ هي قرية تقع في أردبيل في إيران. يقدر عدد سكانها بـ 922 نسمة بحسب إحصاء 2016.